# David Murray (saksofonista)
David Murray (ur. 19 lutego 1955 w Berkeley, Kalifornii) – amerykański jazzowy saksofonista tenorowy. Gra również na klarnecie basowym.
Murray ma na swoim koncie tak wiele nagrań od połowy lat siedemdziesiątych, że został przez pewnego krytyka nazwany „Joyce Carol Oates jazzu”. Porównanie do tej pisarki miało podkreślać obfitość, ale także stały wysoki poziom twórczości Murraya.
Na początku kariery Murray był pod wpływem muzyków free jazzowych takich jak Archie Shepp i Albert Ayler. Stopniowo zmieniał swoje podejście do kompozycji i improwizacji na bardziej tradycyjne. W odróżnieniu od większości saksofonistów tenorowych nie wybrał na swój wzór Johna Coltrane’a, lecz swój dojrzały styl ukształtował łącząc elementy gry Colemana Hawkinsa, Bena Webstera i Paula Gonsalvesa. Pomimo to nagrał w roku 1999 album Octet Plays Trane w hołdzie Coltrane’owi. Dobrze przyjęte przez krytyków zostało również nagranie Dark Star, ku czci Grateful Dead.
Murray był członkiem założycielem zespołu World Saxophone Quartet. Współpracował z muzykami takimi jak Henry Threadgill, James Blood Ulmer, Olu Dara, Butch Morris i Steve McCall.

## Dyskografia
| - Flowers for Albert (1976) - Low Class Conspiracy (1976) - Live at Peace Church (1976) - David Murray and Low Class Conspiracy Live Volume 1: Penthouse Jazz (1977) - David Murray and Low Class Conspiracy Live Volume 2: Holy Siege on Intrigue (1977) - Live at the Lower Manhattan Ocean Club Volume 1 (1977) - Live at the Lower Manhattan Ocean Club Volume 2 (1977) - Solomon’s Sons (1977) - 3D Family, Volume 1 (1978) - 3D Family, Volume 2 (1978) - Conceptual Saxophone (1978) - Sur-real Saxophone (1978) - Organic Saxophone (1978) - Last of the Hipmen (1978) - Let the Music Take You (1978) - The London Concert (1978) - Interboogieology (1978) - Sweet Lovely (1979) - Solo Live Vol. 1 (1980) - Solo Live Vol. 2 (1980) - Ming (1980) - Home (1981) - Murray’s Steps (1982) - Wilber Force (1983) - Morning Song (1983) - Live at „Sweet Basil” – Volume 1 (1984) - Live at „Sweet Basil” – Volume 2 (1984) - Children (1984) - Sketches of Tokyo (1985) - New Life (1985) - I Want to Talk About You (1986) - N.Y.C 1986 (1986) - In Our Style (1986) - The Hill (1986) - Hope Scope (1987) - The Healers (1987) - The People’s Choice (1987) - Deep River (1988) - Lovers (1988) - Ballads (1988) - Spirituals (1988) - Ming’s Samba (1988) - Luck Four (1988) - Daybreak (1989) | - Tea for Two (1989) - Special Quartet (1990) - Remembrances (1990) - Shakill’s Warrior (1991) - David Murray Big Band Conducted by Lawrence „Butch” Morris (1991) - David Murray/James Newton Quintet (1991) - Black&Black (1991) - Fast Life (1991) - Real Deal (1991) - A Sanctuary Within (1991) - In Concert (1991) - Death of a Sideman (1991) - Ballads for Bass Clarinet (1991) - South of the Border (1992) - Picasso (1992) - MX (1992) - Mental Strain a Dawn – a Modern Portrait of Louis Armstrong (1992) - Jazzpar Prize (1992) - Body and Soul (1993) - Live '93 Acoustic OctFunk (1993) - Saxmen (1993) - For Aunt Louise (1993) - Tenors (1993) - Jazzosaurus Rex (1993) - Brother to Brother - Death of Malcolm X - Ugly Beauty - Windward Passages - David Murray Quintet with Ray Anderson and Anthony Davis (1994) - Jug-a-Lug (1994) - Shakill’s II (1994) - The Tip (1995) - Flowers Around Cleveland (1995) - Dark Star (The Music of the Grateful Dead) (1996) - Let the Music Take You (1996) - Love and Sorrow (1996) - The Long Goodbye: A Tribute to Don Pullen (1997) - Fo Deuk Revue (1997) - Creole Project (1997) - The Long Goodbye (1998) - Seasons (1999) - Speaking in Tongues (1999) - Plays Trane (2000) - David Murray Cuban Ensemble Plays Nat King Cole en Español (2011) |